# نانسي جيتس
نانسي جيتس (بالإنجليزية: Nancy Gates)‏ هي ممثلة أمريكية، ولدت في 1 فبراير 1926 بدالاس في الولايات المتحدة.

## أعمال

### أفلام
- (1942) آل أمبرسون الأجلاء
- (1943) هذه الأرض لي
- (1952) المدينة الذرية

## وصلات خارجية
- نانسي جيتس على موقع IMDb (الإنجليزية)
- نانسي جيتس على موقع أول موفي (الإنجليزية)
- نانسي جيتس على موقع إن إن دي بي (الإنجليزية)
- نانسي جيتس على موقع قاعدة بيانات الفيلم (الإنجليزية)